# سمندر ببری نواری
سمندر ببری نواری (نام علمی: Ambystoma mavortium) نام یک گونه از سرده سمندر زیرزمینی است.